# Фінн Кідланд
Фінн Ерлінг Кідланд (норв. Finn Erling Kydland; нар. 1 грудня 1943, Ольгорд, Норвегія) — норвезький економіст, лауреат Нобелівської премії з економіки (2004 р.) «За внесок в динамічну макроекономіку: узгодженість у часі економічної політики і ділових циклів».
Навчався в Норвезькій школі економіки і ділового адміністрування. Ступінь доктора філософії отримав в Університеті Карнегі-Меллона.
Викладав у школі бізнесу Теппера і Університеті Каліфорнії у Санта-Барбарі.